# Chiesa di San Pietro (Langley Burrell Without)
La chiesa di San Pietro (in inglese St Peter's church) è la parrocchiale anglicana che si trova nel villaggio di Langley Burrell, nella parrocchia civile di Langley Burrell Without, contea del Wiltshire nel Sud Ovest dell'Inghilterra, Regno Unito. Il luogo di culto risale al XII secolo, rientra nella diocesi di Bristol ed è considerato un monumento classificato di prima categoria per il suo particolare interesse storico e architettonico.

## Storia

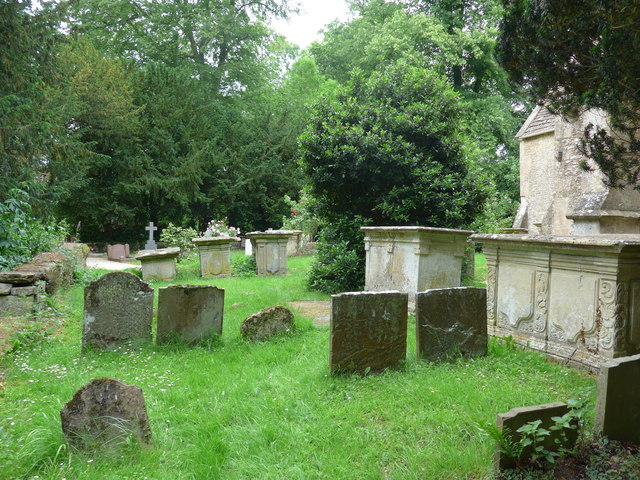
Particolare del cimitero della chiesa di San Pietro

A Langley Burrell esisteva una chiesa sassone fin dal IX secolo e si ritiene che i due piedi inferiori del muro all'angolo del muro sud della navata e del portico siano del periodo sassone. La navata fu ricostruita intorno al 1185, quando fu aggiunta una navata laterale, e anche il portico risale a quel periodo. Nel portico si trovano i resti di un'acquasantiera e c'è anche una porta che conduce alla torre adiacente. Il presbiterio risale al 1225-1250 circa, ma l'arco del presbiterio risale al 1290, quando furono aggiunti i sedili del sacerdote e le piccole finestre del presbiterio. Negli anni sessanta del XIII secolo la navata centrale e quella laterale furono modificate e ampliate, mentre intorno al 1440 entrambe furono rifatte con un tetto a carro poggiante su mensole intagliate. Sotto queste mensole nella navata centrale si trovano tracce di dipinti murali medievali. La torre risale all'inizio del XIV secolo. Intorno al 1460 furono aggiunte finestre in stile gotico inglese, fu eretto un traverso e il portico fu dotato di una volta a botte con al centro un'immagine del Cristo Risorto. La cappella sud fu costruita intorno al 1480, insieme agli archi della torre e al presbiterio. Sembra che poco sia stato fatto nel XVI secolo dopo i lavori del secolo precedente e, a parte le campane e l'ex tavolo per la comunione, l'unica parte risalente al XVII secolo è un fonte battesimale sostituito vicino al pulpito. Nel XVIII secolo furono eretti la balaustra e il cancello per la comunione e costruito il pulpito con pannelli a campo. Nella seconda metà del XIX secolo vi furono numerose modifiche, la maggior parte delle quali avvenute dopo l'elezione a rettore di Robert Kilvert nel 1855. Il fonte battesimale vittoriano risale al 1860 circa e nel 1871, dopo che il vescovo di Gloucester dichiarò che la chiesa aveva banchi alti ed era scomoda per una cresima, furono intrapresi dei lavori rimuovendo la galleria e installando una stufa. Alla fine del XIX secolo furono coinvolti due noti architetti ecclesiastici attivi nel Wiltshire. Nel 1890 C.E. Ponting restaurò con cura il presbiterio e puntellò la torre, mentre nel 1898 Harold Brakspear restaurò la navata centrale e quella laterale. Ulteriori riparazioni alla torre furono effettuate nel 1926, l'illuminazione elettrica fu installata nel 1956 e un nuovo impianto di riscaldamento nel 1964.

## Descrizione
L'English Heritage ha inserito dal 20 dicembre 1960 la chiesa di San Pietro di Langley Burrell tra gli edifici storici come monumento classificato di prima categoria col numero 1199423. La chiesa appartiene alla diocesi di Bristol.

### Esterni
La chiesa parrocchiale anglicana si trova a nord dell'abitato di Langley Burrell nella parrocchia civile di Langley Burrell Without, contea del Wiltshire nel Sud Ovest dell'Inghilterra, Regno Unito. La chiesa incorpora elementi anteriori al 1200 e la struttura risale principalmente alla metà del XIII secolo e alla metà del XIV secolo. La torre sud risale al XIV secolo, si eleva su tre piani e probabilmente fu costruita da John Delamare, la cui tomba si trova nel cimitero. Nella cella campanaria vi sono quattro campane datate 1607, 1618 e due del 1628.

### Interni
Nel portico si trovano i resti di un'acquasantiera e c'è anche una porta che conduce alla torre adiacente. Il presbiterio risale al 1225-1250 circa e il suo l'arco  risale al 1290, quando furono aggiunti i sedili del sacerdote e le piccole finestre del presbiterio. Sotto le mensole nella navata centrale si trovano tracce di dipinti murali medievali. Sulle pareti interne della torre si trovano pannelli di legno che raffigurano i Dieci Comandamenti, il Padre Nostro e il Credo. Nel portico, dotato di una volta a botte, al centro conserva un'immagine raffigurante il Cristo Risorto. La cappella sud fu, costruita intorno al 1480, contiene numerosi cimeli della famiglia Ashe e il tavolo è probabilmente un tavolo per la comunione del XVII secolo. Il fonte battesimale è vicino al pulpito. L'organo a canne è di Roger Pulman del Suffolk. Lo stemma dei Cobham si trova su una mensola in legno nel tetto della navata. È probabile che la famiglia abbia ampliato o ristrutturato la chiesa. Una cappella merlata a sud-est risale alla fine del XV secolo. L'interno della chiesa presenta diverse peculiarità. Durante i restauri del 1898-1899 furono rinvenuti i resti di tre acquasantiere. Un'iscrizione latina fu scoperta anche nella parete nord della navata, il cui significato è stato oggetto di congetture. Un'altra singolarità è il foro trilobato del XIV secolo sul lato sud dell'arco del presbiterio che potrebbe essere stato utilizzato come confessionale.